# Terra battuta

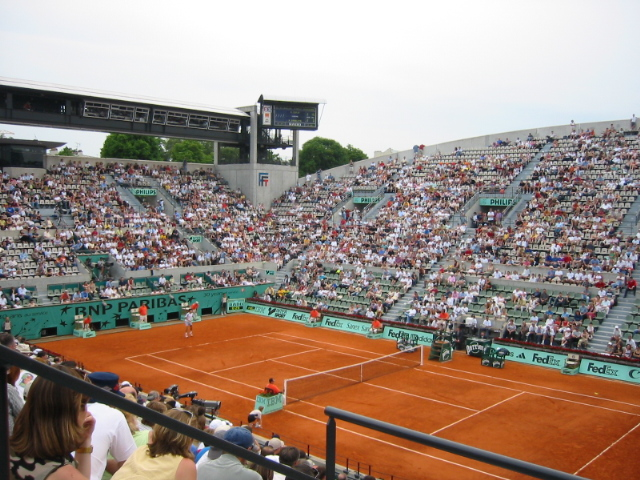
Il campo in terra battuta Suzanne Lenglen del Roland Garros

La terra battuta è una pavimentazione realizzata normalmente in argilla. Viene utilizzata come superficie per campi sportivi, il cui manto è realizzato utilizzando refrattario triturato con varie granulometrie (tipo mattoni o simile) come materiale principale, prevalentemente usata nel tennis, ma anche in altri sport quali le bocce, il tamburello, il baseball o il calcetto.
Nella lingua italiana, a differenza delle altre lingue europee ove se ne considera solo il significato sportivo del termine, talvolta ci si riferisce alla terra battuta anche per definire la superficie di alcune strade o ville comunali ove si pratica il jogging, anche se in questi casi il manto solitamente è battuto solamente dalle persone che lo calpestano o dai veicoli che vi transitano.

## La terra battuta nel tennis

### Terra rossa
La terra rossa è la più diffusa superficie tennistica in Europa continentale e in Sud America; proprio per questa diffusione geografica che i migliori tennisti specialisti della terra rossa provengono proprio da queste aree, come l'argentino Guillermo Vilas, il brasiliano Guga Kuerten e lo spagnolo Rafael Nadal, considerato il miglior giocatore di sempre su questa superficie; invece, nel circuito femminile WTA la migliore specialista della terra rossa è la belga Justine Henin. 
È la superficie più lenta: la palla viene fortemente rallentata dopo il rimbalzo facilitando conseguentemente lo scambio da fondo campo. Gli specialisti di questa disciplina hanno ottime capacità di scambio e molta forza fisica. La terra rossa, dopo l'erba, è il manto che necessita di più manutenzione.

### Terra verde

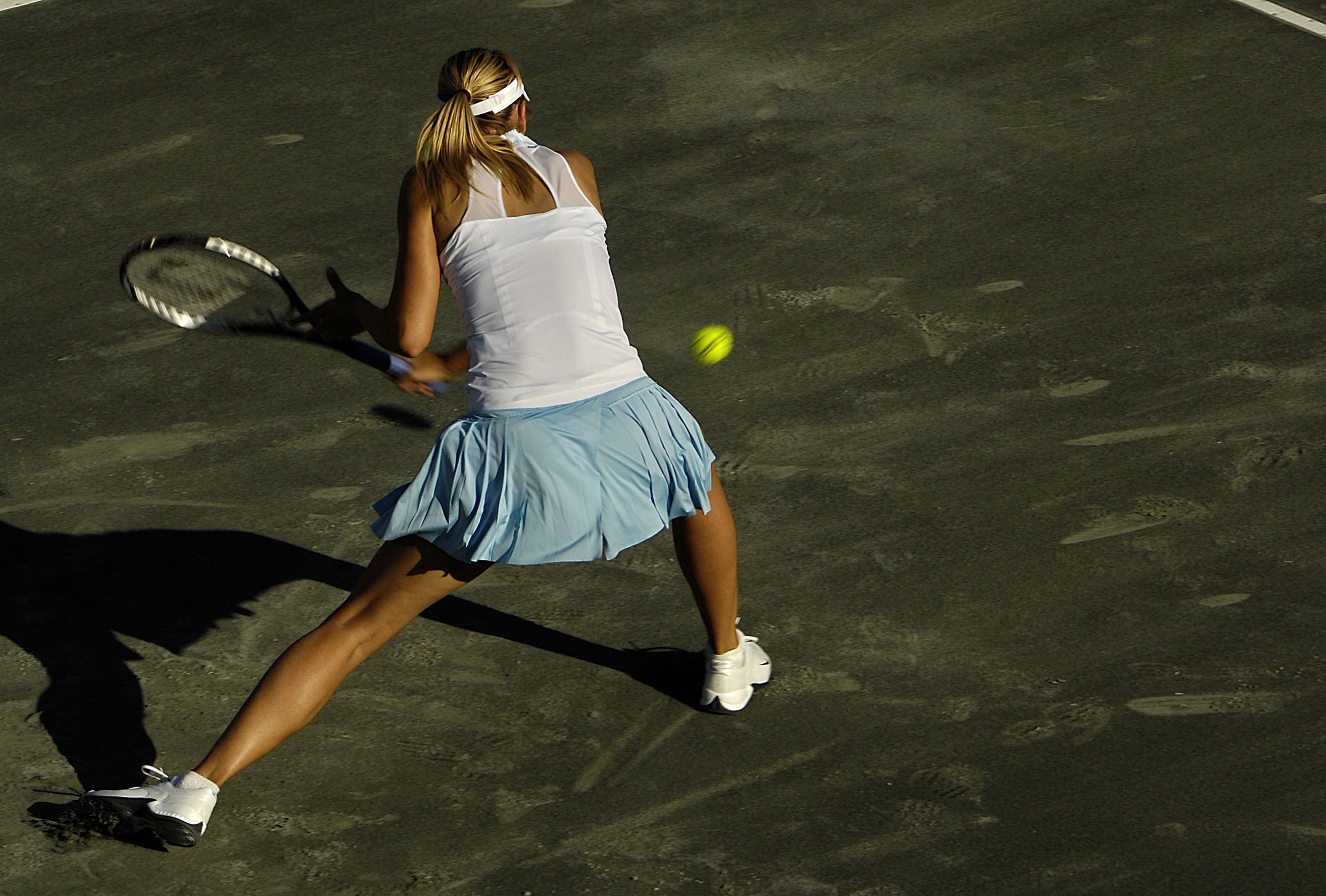
Marija Šarapova su campo in terra verde

La terra verde, anche detta terra hawaiana è un manto utilizzato quasi esclusivamente negli Stati Uniti, molto più veloce della terra rossa e di colore verde, che però è sempre meno diffuso. Il suo colore proviene dalla essere ricavata dalla frammentazione del basalto e non dell'argilla.
Durante gli anni settanta e ottanta questo tipo di superficie era molto diffuso e ospitava diversi tornei. Anche gli US Open si sono disputati su questa superficie per tre edizioni (dal 1975 al 1977). Sebbene questo tipo di campo sia ancora molto diffuso negli Stati Uniti, in particolare nel Sud e nell'Est del paese, rari sono i tornei professionistici su cui si disputa, tra questi il Charleston Open, il Tallahassee Tennis Challenger e il Sarasota Open.

### Altri tipi di terra battuta

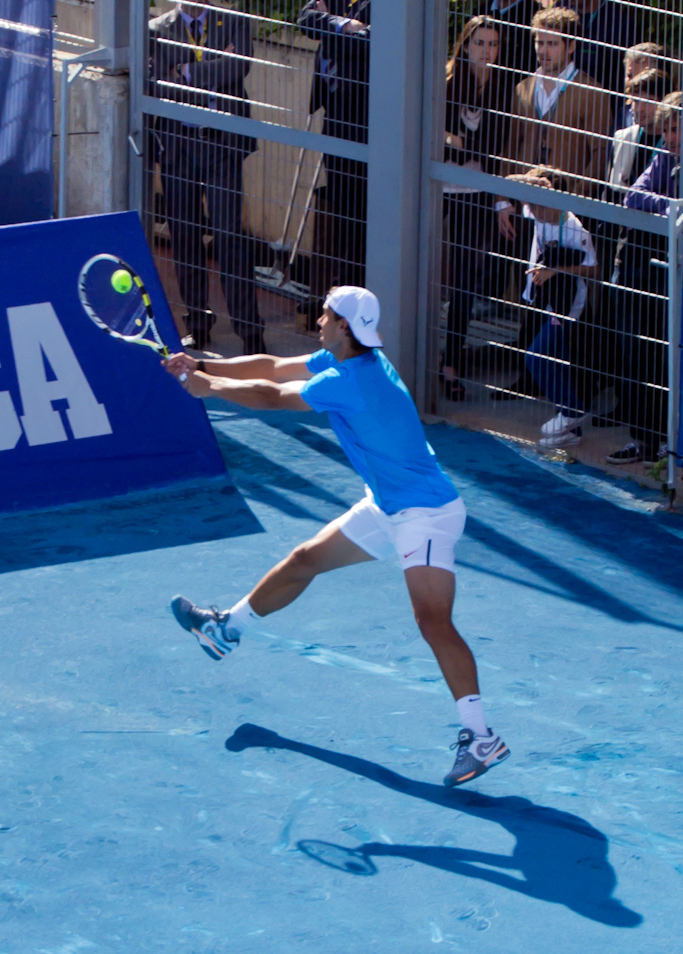
Rafael Nadal su campo in terra blu

- Terra blu: La terra blu, realizzata dalla terra rossa tradizionale, precedentemente decolorata e successivamente ricolorata di blu, è stata impiegata per la prima e unica volta nel torneo Mutua Madrid Open 2012. Fin da prima dell'inizio del torneo fu oggetto di numerose critiche da parte di alcuni giocatori, a cui seguirono altre di numerosi top player durante il torneo, con la minaccia di non giocare il torneo l'anno successivo se il manto fosse rimasto lo stesso.[2] I problemi del terreno lamentati dai giocatori erano relativi alla sua scivolosità e al rischio di infortuni.
- Terra marrone: È identica per caratteristiche alla terra verde ma ha una diversa colorazione per aumentare la visibilità della palla. Viene utilizzata nella U.S. Men's Clay Court Championships.
- Terra grigia: Viene ricavata dalla frammentazione di pietre, deve essere mantenuta umida durante gli incontri altrimenti acquisisce un aspetto farinoso. È molto più scivolosa della terra tradizionale.
- Terra gialla: Veniva utilizzata nella Copa Sevilla e presenta le stesse caratteristiche della terra rossa.
- Terra sintetica: La terra sintetica possiede caratteristiche abbastanza simili alla terra rossa tradizionale ed è costituita da uno strato di fibre sintetiche, ricoperto da uno strato di terra, la quale può assumere vari colori, in base alle esigenze (rossa, verde, viola, azzurra, marrone, beige, grigia). A differenza delle altre terre, questa esige molta meno manutenzione.
- Terra rossa evoluta: La superficie in terra rossa evoluta, denominata Red Classic Evolution Mantoflex, ha caratteristiche di rimbalzo identiche ad un campo di terra tradizionale. È certificata ITF medio slow, Category 1 al rimbalzo della palla. Il sistema costruttivo prevede l’applicazione di uno specifico tappeto sintetico intasato da uno strato di micro granuli di gomma e vari strati di terra rossa evoluta, la tracciatura tennis prevede l’applicazione di righe bianche in pvc.

### Principali tornei sulla terra battuta
Il Roland Garros è l'unico torneo del Grande Slam che si svolge su terra battuta (rossa). Tra il 1975 e il 1977 si disputarono inoltre le uniche edizioni degli US Open su terra battuta (verde).
Tra i nove tornei Masters 1000 / WTA 1000, che rappresentano il secondo livello professionistico dopo il Grande Slam, i tre che si disputano su terra battuta (rossa) sono il Monte Carlo Masters, il Madrid Open e gli Internazionali d'Italia. Tra il 1990 e il 2008 anche il torneo di Amburgo fece parte dei tornei Masters disputati sulla terra battuta. Declassato nel 2009, il suo posto nel calendario fu preso dal Madrid Open, che nelle stagioni precedenti si era svolto in autunno su campi in cemento e da quell'anno si gioca su terra rossa.

### Specialisti della terra battuta
Nel tennis moderno la specializzazione va progressivamente scomparendo, ma negli anni 1970 e 1980 molti giocatori erano specialisti esclusivamente della terra battuta. Inizialmente vi furono i primi grandi interpreti del topspin Bjorn Borg e Guillermo Vilas, abili anche nello sfruttare gli errori degli avversari. Negli anni 1980 e 1990 si affermarono giocatori con potenti colpi da fondo campo come Ivan Lendl e i più aggressivi Mats Wilander, Andres Gomez e Jim Courier.
Tra i giocatori che negli anni 1990 adottarono la tattica attendista di Borg vi furono Thomas Muster, altro grande interprete del topspin, e Sergi Bruguera, che con i suoi due successi al Roland Garros inaugurò la grande serie di trionfi dei giocatori spagnoli. Fu poi la volta di Gustavo Kuerten, che vinse tre volte il Roland Garros con il suo potente dritto a una mano, traendo vantaggio dalle nuove corde in poliestere che conferivano maggiore velocità e topspin alle palle. Il secondo spagnolo a vincere a Parigi in quegli anni fu il giocatore d'attacco Carlos Moyá, mentre negli anni 2000 si imposero gli attendisti Albert Costa e Juan Carlos Ferrero.
Il tennista considerato il più forte della storia su questa superficie è Rafael Nadal, soprannominato "The King of Clay", vincitore di quattordici Roland Garros, dodici Barcelona Open, undici Monte Carlo Masters, dieci Internazionali d'Italia, quattro Madrid Open, che ha vinto precedentemente una volta quando si svolgeva sul cemento indoor. Fra le tenniste spicca Chris Evert, sette volte campionessa al Roland Garros, imbattuta agli US Open nelle tre edizioni del torneo disputate sulla terra battuta (verde), e detentrice del primato di incontri del circuito maggiore vinti consecutivamente (125) su terra battuta.

### Terra battuta e infortuni
In ragione della possibilità del cosiddetto scivolamento controllato e del maggior tempo di frenata, la terra battuta è considerata la superficie meno traumatica per gli arti inferiori e per l'apparato locomotore in toto.